# Armando Camargo
Pour les articles homonymes, voir Camargo.
Armando Reis da Costa Camargo Filho (né le 8 août 1982 à Manaus) est un coureur cycliste brésilien.

## Palmarès sur route

### Par année
- 2004
  - 3e de la Copa América de Ciclismo
- 2005
  - 2ea étape du Tour de Porto Alegre
  - Desafio Internacional de Ciclismo
  - 2e de la Prova Ciclistica 9 de Julho
- 2006
  - Tour de Porto Alegre :
    - Classement général
    - 1re étape
- 2007
  - 2e du Torneio de Verão
- 2008
  - 1re étape du Tour du Paraná
  - Copa Cidade Canção
- 2009
  - 100 Km de Brasília
- 2010
  - 2e du championnat du Brésil sur route
- 2012
  - 3e de la Copa Cidade Canção
- 2013
  - 500 Millas del Norte :
    - Classement général
    - 1re, 2e et 4e étapes
- 2014
  - 1re étape du Torneio de Verão
  - 3e étape de la Copa Rio de Ciclismo
  - 3e du Torneio de Verão
  - 3e de la Copa Cidade Canção
- 2015
  - 3e de la Copa Cidade Canção
- 2017
  - 3e du Torneio de Verão
- 2018
  - Circuito Boa Vista
  - Grande Prémio Gustavo Pattero
- 2019
  - 1re étape du Torneio de Verão
  - 2e des 500 Millas del Norte
  - 3e du Torneio de Verão
- 2022
  - 3e étape du Torneio de Verão
  - 2e du Torneio de Verão
- 2024
  - Torneio de Verão

### Classements mondiaux
| Année            | 2005 | 2006 | 2007 | 2008 | 2009 | 2010 | 2011 | 2012 | 2013 | 2014 | 2014 | 2015 |
| ---------------- | ---- | ---- | ---- | ---- | ---- | ---- | ---- | ---- | ---- | ---- | ---- | ---- |
| UCI America Tour | 79e  | 20e  |      |      |      |      |      |      |      |      |      | 344e |

## Palmarès sur piste

### Championnats panaméricains
- Quito 2002
  -  Médaillé d'argent de la poursuite par équipes
- Mar del Plata 2012
  -  Médaillé d'argent de la poursuite par équipes
  -  Médaillé d'argent de l'américaine

### Championnats nationaux
- 2014
  -  Champion du Brésil de vitesse
- 2022
  -  Champion du Brésil de poursuite par équipes
  -  Champion du Brésil d'omnium
- 2023
  -  Champion du Brésil de poursuite par équipes (avec Endrigo Pereira, Luan Carlos Silva, Pedro Oliveira et Maurício Knapp)
- 2024
  - 2e du championnat du Brésil de poursuite par équipes[4]
- 2025
  -  Champion du Brésil de poursuite par équipes (avec Endrigo Pereira, Luan Carlos Silva, Diego Mendes et Edson Ponciano)[5]
  -  Champion du Brésil de l'américaine (avec Luan Carlos Silva)[5]